# Adolfo Caminha
Adolfo Ferreira dos Santos Caminha (Aracati, 29 de maio de 1867 — Rio de Janeiro, 1 de janeiro de 1897) foi um escritor brasileiro, um dos principais autores do Naturalismo no Brasil.

## Biografia
Era filho de Raymundo Ferreira dos Santos Caminha e Maria Firmina Caminha. Nasceu na Rua do Comércio (atual Rua Coronel Alexanzito), em Aracati, no estado do Ceará. A mãe morreu quando ele tinha apenas dez anos, vítima da Grande Seca do Nordeste brasileiro. Mudou-se para o Rio de Janeiro aos 13 anos.
Em 1883, Adolfo entra para a Marinha de Guerra, chegando ao posto de segundo-tenente. Cinco anos mais tarde, transfere-se para Fortaleza (1888) para evitar os sintomas de tuberculose que começara a sentir. Apaixona-se por Isabel Jataí de Paula Barros, a esposa de um alferes, que abandona o marido para viver com Caminha. O casal teve duas filhas: Belkiss e Aglaís. Na sequência do escândalo, vê-se obrigado a deixar a Marinha e passa a trabalhar como funcionário público.
Morreu precocemente aos 29 anos no primeiro dia do ano de 1897, vítima de tuberculose, na sua casa do Rio de Janeiro.

## Obra
A sua primeira obra publicada foi Voos Incertos (1886), um livro de poesia. Em 1893, Adolfo publica A Normalista, romance em que traça um quadro pessimista da vida urbana. Usa as suas experiências e observações de uma viagem que havia feito aos Estados Unidos, em 1886, para escrever No País dos Ianques (1894). No ano seguinte, firma sua reputação literária ao publicar Bom-Crioulo, mas provoca escândalo, pois o romance aborda a questão da homossexualidade, o que massacrou a recepção crítica da obra. Colabora também com a imprensa carioca, em jornais como Gazeta de Notícias e Jornal do Commercio, e funda o semanário Nova Revista. Já tuberculoso, lança o último romance, Tentação, em 1896. Morre prematuramente no Rio de Janeiro, no dia 1º de janeiro de 1897, aos 29 anos.
Sua obra densa, trágica e pouco apreciada na época, é repleta de descrições de perversões e crimes.

## Lista de obras
| - Voos Incertos (1886), poesia, - Judite (1887), contos - Lágrimas de um Crente (1887), contos - A Normalista (1893), romance, - No País dos Ianques (1894), romance, (eBook) | - Bom Crioulo (1895), romance, - Cartas Literárias (1895), romance, - Tentação (1896), - Ângelo, romance inacabado - O Emigrado, romance inacabado |

## Homenagens
- Uma escola em Aracati foi nomeada em homenagem ao escritor.[26]
- Uma rua no Rio de Janeiro foi nomeada em homenagem ao escritor.[27]